# Trypocopris vernalis
Trypocopris vernalis is een kever uit de familie mesttorren (Geotrupidae). Deze soort wordt ook wel voorjaarsmestkever  of bosmestkever genoemd, en komt voor in Nederland en België, maar ook in grote delen van Europa en in Azië.

## Beschrijving
Deze kever lijkt sterk op de gewone mestkever (Geotrupes stercorarius), maar verschilt ervan door de gladdere dekschilden. Deze hebben veel minder en ondiepere groeven. Het borststuk is bij beide soorten glad. Ook is het lichaam iets boller en Trypocopris vernalis blijft kleiner, ongeveer 20 millimeter in plaats van 25 millimeter. De kleur is zwart, vaak iets metaalkleurig blauw tot violet of groenachtig. De poten zijn stevig en sterk behaard. De tasters zijn kort maar opvallend vanwege de sterk geveerde, soms oranje uiteinden.

## Levenswijze
Trypocopris vernalis leeft op zandige gronden zoals heidevelden en verstuivingen maar ook wel in bossen en langs bosranden en houdt van drogere mest; een verse vlaai wordt genegeerd. Zowel de kever als de larve leeft van mest van runderen of paarden, hoewel de vraatzuchtige larve veel meer eet. De eitjes worden ondergronds gelegd tussen een ingegraven voorraad mest als voedsel voor de larve. Deze soort graaft geen diepe tunnels zoals de gewone mestkever. De larven overwinteren om in het voorjaar te verpoppen; enkele weken later komt de imago uit de grond. De volwassen kever is van mei tot oktober te zien.